# Sulpiz Boisserée
Pour les articles homonymes, voir Boisserée.
Johann Sulpiz Melchior Dominikus Boisserée, (en français Sulpice Boisserée), né le 2 août 1783 à Cologne et mort le 2 mai 1854, à Bonn est — avec son jeune frère Melchior — un collectionneur de tableaux, historien de l’art et de l'architecture allemand. Il joue un rôle important dans la promotion du projet d'achèvement de la cathédrale de Cologne.

## Biographie

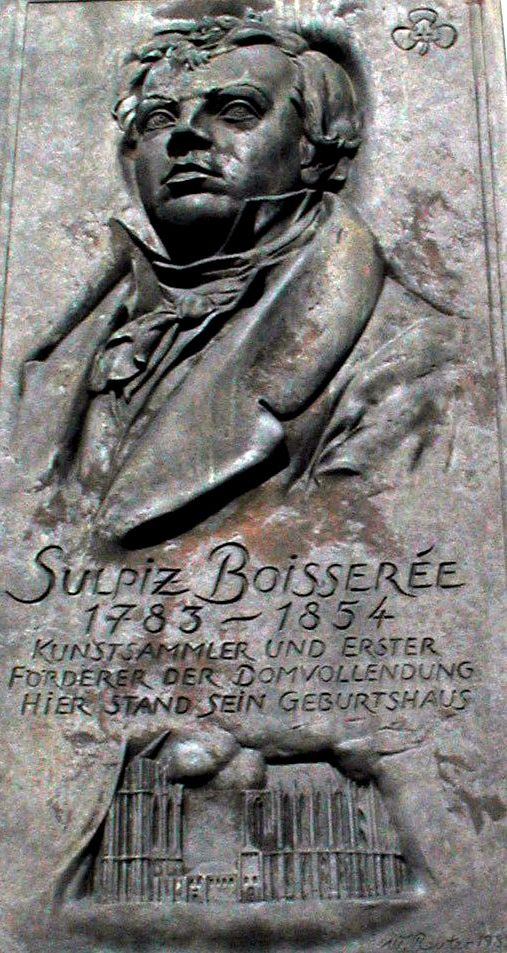
Plaque commémorative, par Wolfgang Reuter. Maison de naissance de Sulpiz Boisserée.

Sulpiz est l'avant dernier enfant et Melchior est le cadet d'une fratrie de onze enfants. Le père, Nicolas Boisserée, lui-même d'ascendance belge est un entrepreneur aisé, la mère, Maria Magdalena, est fille d'Anton Brentano, également commerçant. Il perd ses parents tôt et est élevée par sa grand-mère  dans une obédience catholique stricte.
En 1798-1799, lors d'un apprentissage à Hambourg, Sulpiz développe son intérêt pour l'art. À la suite d'un voyage d'étude à Anvers, Sulpiz, son frère Melchior et leur ami Johann Baptist Bertram (né le 6 février 1776 à Cologne ;  mort le 19 avril 1841 à Munich) entreprennent en septembre 1803 un voyage à Paris. Ils y rencontrent Friedrich Schlegel qui les accueille dans sa résidence, et ils étudient sous sa direction pendant un semestre. Fin avril 1804, les trois amis, accompagnés de Schlegel, retournent à Cologne. À l'époque, Cologne est une ville française : les troupes révolutionnaires françaises sont entrées à Cologne le 6 octobre 1794, et depuis 1798 la commune fait partie de la France. La sécularisation de 1802 concerne les institutions religieuses.
Les frères Sulpiz et Melchior, ayant reçu un héritage confortable, commencent dès leur retour aussitôt leur collecte systématique de tableaux flamands et allemands, en provenance d'édifices ou d'institutions religieuses laissées en déshérence après la sécularisation. Ils le font avec Johann Baptist Bertram qui devient  copropriétaire de leur collection de peintures. Leur enthousiasme rencontre au départ plutôt de l’indifférence ou de l’incompréhension, mais ils rachètent à tour de bras nombre d'œuvres qui risquaient de disparaître. C'est surtout le frère cadet Melchior qui est le collectionneur le plus assidu, notamment pendant deux voyages aux Pays-Bas, en 1812 et 1813, où il achète des œuvres de Hans Memling.

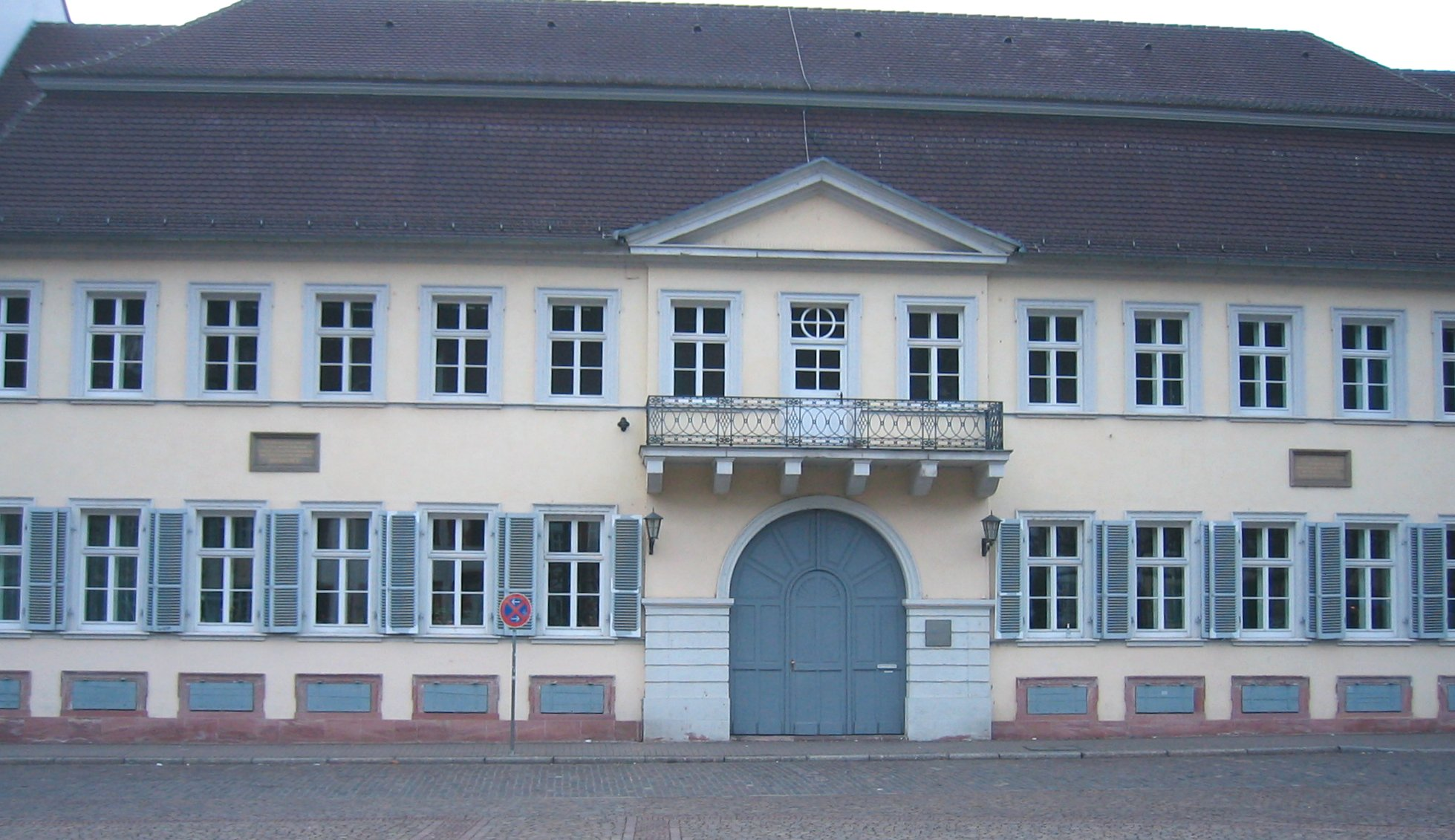
Palais Boisserée, Heidelberg.

En quittant Cologne pour Heidelberg en 1810, la collection compte déjà entre 150 et 200 tableaux. Elle  comprend des tableaux non seulement colonais, mais plus largement rhénans, flamands, souabes ou bavarois. Dans une époque de prise de conscience romantique de culture allemande, la collection devient un lieu de visite de savants et d'artistes, de politiciens et de rois.
De novembre 1810 et jusqu'en 1819, les frères habitent à Heidelberg, et la collection est exposée au Palais Boisserée (de) de Heidelberg. Ils fréquentent régulièrement Ferdinand Franz Wallraf, Friedrich Schlegel et son épouse Dorothée. Sulpiz Boisserée devient, par l'entremise du diplomate Karl Friedrich Reinhard, en 1810 un ami proche de Johann Wolfgang von Goethe, qu'il rencontre à plusieurs reprises à Francfort, et qui lui rend visite à Heidelberg en 1814 et 1815 pour découvrir leur vaste collection de peintures. C'est là aussi que le duc Charles-Auguste de Saxe-Weimar-Eisenach rencontre Goethe. Sulpiz devint corédacteur du journal de Goethe Über Kunst und Altertum (de). Il est lié d'amitié avec Werner von Haxthausen. En 1819, les frères Boisserée et leur collection déménagent à Stuttgart, où la « Boisseréesche Sammlung », devenue célèbre, est ouverte au public. Sulpiz est directeur (« Spiritus Rector » : directeur spirituel) du musée privé, Melchior a la responsabilité de l’entretien, il s'occupe de la restauration, et joue le rôle de négociateur. Les Boisserée procèdent aussi à de nombreux échanges, pour posséder au moins un exemplaire de chaque école artistique.
Les Boisserée sont aussi commerçants, donc disposés à vendre leur collection. La ville de Cologne n’est pas intéressée, Freiherr von Stein s'intéresse à une initiative nationale allemande, mais le prix demandé par les frères est trop important. En 1818 le roi du Wurtemberg leur propose un espace suffisant pour leur musée à Stuttgart, mais la diète ne donne pas son accord pour l’achat. En 1827, tout juste après son accession au trône de Bavière, le roi  Louis Ier fait l’acquisition de la fameuse collection qui comprenait 216 tableaux de maîtres primitifs flamands et allemands. Il paye sur sa cassette personnelle la somme fabuleuse pour l’époque de 240 000 florins pour cet ensemble. La peinture allemande de la région de Cologne se trouvait dès lors représentée à Munich avec une intégrité remarquable, comparable à la collection Wallraf-Richartz. 
À partir de 1827, Sulpiz, son frère et Johann Baptist Bertram habitent à Munich. En 1835, Sulpiz est nommé « Oberbaurat » et « Generalkonservator ». Pendant trois ans, de 1836 à 1839, Sulpiz et sa femme voyagent dans le midi de France et en Italie, dans une fuite éperdue devant le choléra que subit son frère Melchior resté à Munich. Après la mort de Bertram en 1841, Sulpiz assiste à la pose de la première pierre du projet d'achèvement de la construction de la cathédrale de Cologne. Sulpiz est souffrant depuis quelque temps; les deux frères quittent Munich et s'installent à Bonn, en 1845. Melchior meurt en 1851, et Sulpiz en 1854.

## Activités

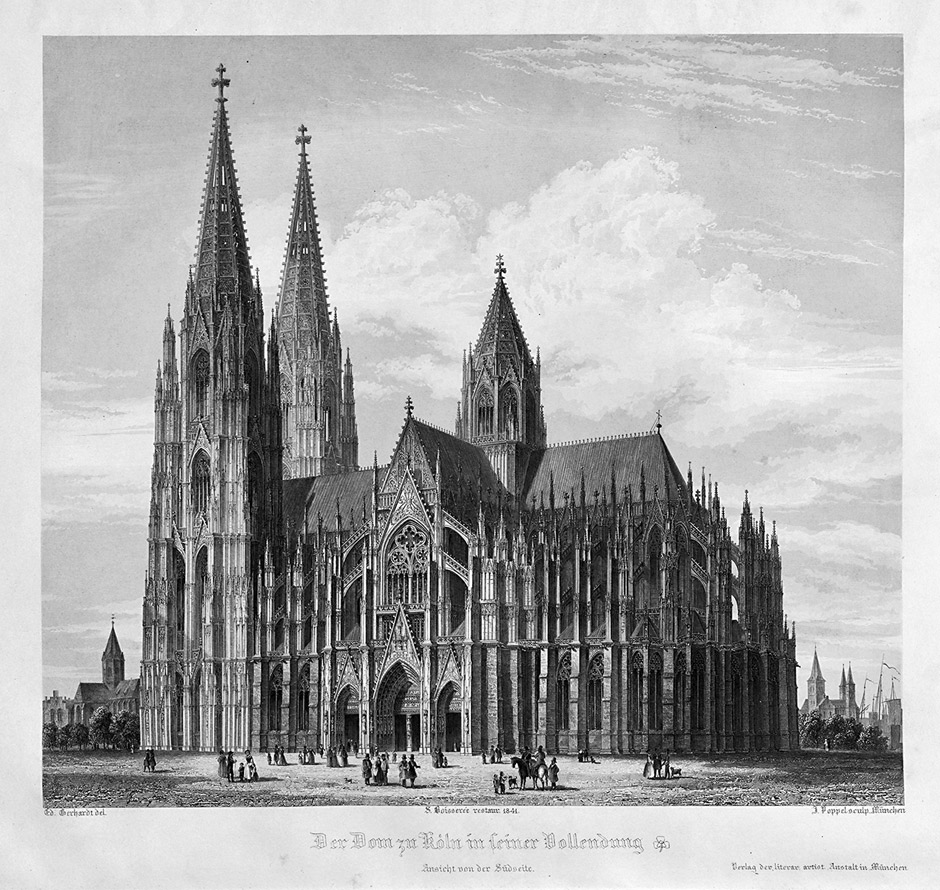
Vue idéale de la cathédrale de Cologne, Boisserée (1842).

En plus de la collection de tableaux d'anciens maîtres allemands et flamands constituée par Sulpiz avec  son frère Melchior Boisserée et leur ami commun Johann Baptist Bertram, Sulpiz Boisserée étudie de manière approfondie l'architecture gothique, et notamment la cathédrale de Cologne, alors inachevée. Il entreprend une édition luxueuse et précise de plans de la cathédrale. Il fait mesurer les dimensions par des spécialistes, fait réaliser les plans par des dessinateurs d'architectures comme Domenico Quaglio le jeune, Fuchs ou Moller. Les planches sont gravées par des graveurs célèbres, comme Duttenhofer (de), Christian Haldenwang (de). Les premières feuilles ne paraissent qu'en 1822, la collection entière composée de 18 folio en très grand format est achevée en 1831. En 1842 paraît une deuxième édition, en « format royal » de 480 × 650 mm :
- Geschichte und Beschreibung des Doms von Köln, Munich, Literarisch-artistische Anstalt, 1842, 2e éd. (lire en ligne).

Version française : 
- Sulpice Boisserée, Histoire et Description de la Cathédrale de Cologne, Munich, Cotta, 1843 (lire en ligne).
- Les Monuments de l'architecture dans le Bas-Rhin du VIe au XIIIe siècle (1842-1843)[6]
- Collections de tableaux allemands... avec des notices sur les peintres primitifs (1822-1839);

Sulpiz a écrit plusieurs autres ouvrages sur l'architecture, et notamment :
- Denkmale der Baukunst vom 7. bis zum 13. Jahrhundert am Niederrhein, Stuttgart (1re) — Munich (2e éd.), 1842-44, 2e éd. (1re éd. 1831-33).

Il a entretenu une correspondance suivie avec de nombreux savants de son époque qui a donné lieu à publication.
Son autobiographie a paru à Stuttgart en 1862.

## Autres sources
- (de) « Publications de et sur Sulpiz Boisserée », dans le catalogue en ligne de la Bibliothèque nationale allemande (DNB).
- Œuvres de et sur Sulpiz Boisserée sur la Deutsche Digitale Bibliothek.
- Sulpiz Boisserée - Notice sur le site arthistoricum.net.
- (de) « Archives Sulpiz Boisserée », sur Digitales Historisches Archiv Köln (de), Archives municipaless de Cologne (consulté le 28 janvier 2016).